# فتح‌الله جلالی
فتح‌الله جلالی (۱۲۸۵ تفرش - اردیبهشت ۱۳۶۹) از دولتمردان دوره پهلوی و استاد دانشگاه بود.
پدرش میرزا شمس‌الدین خان فطن‌الملک دولتمرد دوران قاجار و پهلوی و پدربزرگش میرزا علی خان مستوفی آشتیانی بود. تحصیلات ابتدائی در مدرسه آلمانی و دوره متوسطه را در مدرسه آمریکایی تهران تا کلاس دهم گذراند و در سال ۱۳۰۳ برای ادامه تحصیل به آلمان رفت. پس از اخذ دیپلم متوسطه به مدت هشت سال در دانشگاه‌های ماربورگ، هامبورگ، مونیخ و برلین در رشته‌های اقتصاد و حقوق درس خواند. در سال ۱۳۱۳ با پایان‌نامه‌ای در زمینه حقوق اساسی، دکترای خود را در رشته حقوق گرفت. سپس مدتی برای ادامه مطالعاتش در دانشگاه برلین ماند و در سال ۱۳۱۵ به ایران بازگشت.
جلالی پس از بازگشت به ایران و انجام دادن خدمت وظیفه به استخدام وزارت امور خارجه درآمد و کار خود را در اداره عهود و عقود و جامعه ملل آغاز کرد. سپس به وزارت کشور رفت و رئیس اداره سیاسی و پس از آن، معاون اداره کل امور شهرداری‌ها شد.
فرمانداری خرمشهر و آبادان، مستشاری حقوقی و مدیرکلی در وزارت دارایی، مدیرکلی در وزارت خواربار، خزانه‌داری کل در وزارت دارایی و مدیرکلی در وزارت کار مشاغل بعدی جلالی بودند تا اینکه با تدوین نخستین برنامه توسعه هفت ساله ایران و تشکیل سازمان برنامه، در هفتم اردیبهشت ۱۳۲۹ به رأی مجلس شورای ملی به عضویت هیئت نظارت بر این سازمان انتخاب شد. این انتخاب در هشتم آذر ۱۳۳۳ تمدید شد.
فتح‌الله جلالی در دولت منوچهر اقبال وزیر کشور شد. پس از آن رئیس هیئت مدیره سازمان اتحادیه شهرداری‌های ایران شد و در دانشگاه ملی (شهید بهشتی کنونی) و دانشکده بانکداری و علوم مالی و اقتصادی، دروس حکومت و تاریخ عقاید اقتصادی را تدریس می‌کرد.
جلالی دارای نشان صلیب درجه یک از دولت فدرال آلمان غربی، صلیب طلا درجه یک (شوالیه) از رئیس‌جمهور ایتالیا و نشان علمی از وزارت فرهنگ بود. او مقالاتی در مجله حقوقی وزارت دادگستری نوشت و دو کتاب دربارهٔ تاریخ زندگی فردریک کبیر امپراتور آلمان و تاریخ روابط ایران و شوروی ترجمه کرد. یک کتاب هم دربارهٔ عقاید اقتصادی نوشت که به چاپ نرسید.